# John Singleton Copley
John Singleton Copley (Boston, 3 juli 1738 – Londen, 9 september 1815) was een van oorsprong Amerikaans schilder die zich later in Londen vestigde. Copley wordt gezien als de eerste serieuze kunstschilder in het 'nieuwe' Noord-Amerika. Zijn voorgangers waren voornamelijk ambachtslieden die naast het schilderen van portretten ook timmerman of kleermaker waren. De kunstschilder stond laag in aanzien en werd, net als de Europese schilder in de Middeleeuwen, gezien als een ambachtsman. Copley leerde zichzelf schilderen door te kijken naar de grote meesters.

## Vroege jaren
Copley werd geboren in Boston, Massachusetts. Daar begon hij rond 1750 ook met schilderen onder leiding van zijn stiefvader Peter Pelman, een Engelse graveur die in 1727 was geïmmigreerd en in 1748 Copleys moeder trouwde.
Zijn vroege werk laat de invloeden van zowel lokale kunstenaars zoals John Smibert als van de Engelse meesters zien. Copley paste de Engelse portretstijl perfect toe op het artistieke klimaat van Boston. Hier wordt hij tegenwoordig nog steeds voor geroemd. Een van zijn beste werken uit deze periode is tot op de dag van vandaag een beroemd Amerikaans icoon, het portret uit 1768 van Paul Revere.
Copley was de eerste schilder die het geringe aanzien van schilders probeerde te verbeteren door te trouwen in de hogere klasse. Hij wilde zowel sociaal als artistiek erkend worden door de gemeenschap. In de Verenigde Staten van voor de revolutie zou dit niet lukken en dit besefte hij ook. Copley besloot te vertrekken naar Londen, en te gaan studeren aan de Royal Academy. Voordat hij werd toegelaten, moest hij een werk insturen dat werd beoordeeld door Joshua Reynolds, die op dat moment voorzitter was van de instelling. In 1766 stuurde hij het werk Boy with the Squirrel naar Londen. Het werk werd bekritiseerd om het onderwerp, dat niet van belang was; het gaat over een relatief onbekende persoon in Amerika die ooit eens is aangevallen door een haai. Joshua Reynolds beoordeelde zijn schilderijen echter niet zeer goed omdat ze te veel op het detail waren gericht en niet op de idee; dit schrok Copley af, waardoor hij nog enkele jaren wachtte voordat hij naar Londen vertrok.

## Londen
Onder aanmoediging van Reynolds en Benjamin West vertrok Copley in 1774 toch naar Engeland om vrijwel onmiddellijk door te reizen naar Italië. Daar verbleef hij een jaar, waarna hij terugkeerde naar Londen. Hij vestigde zich daar en liet zijn vrouw en drie van zijn kinderen uit Boston overkomen.
In Londen groeide zijn reputatie snel, mede door tentoonstellingen in 1777 en 1778. Hieraan nam hij deel met de werken The Copley family en Watson and the Shark die goed ontvangen werden. Het leverde hem een volledig lidmaatschap aan de prestigieuze Royal Academy op. Nu kon Copley eindelijk zijn ideaal verwezenlijken, historieschilder in de stijl van West te zijn.
Hij stierf in Londen in 1815. Tegenwoordig wordt hij met name geroemd en herinnerd om zijn vroege Amerikaanse portretten.

## Belangrijke werken

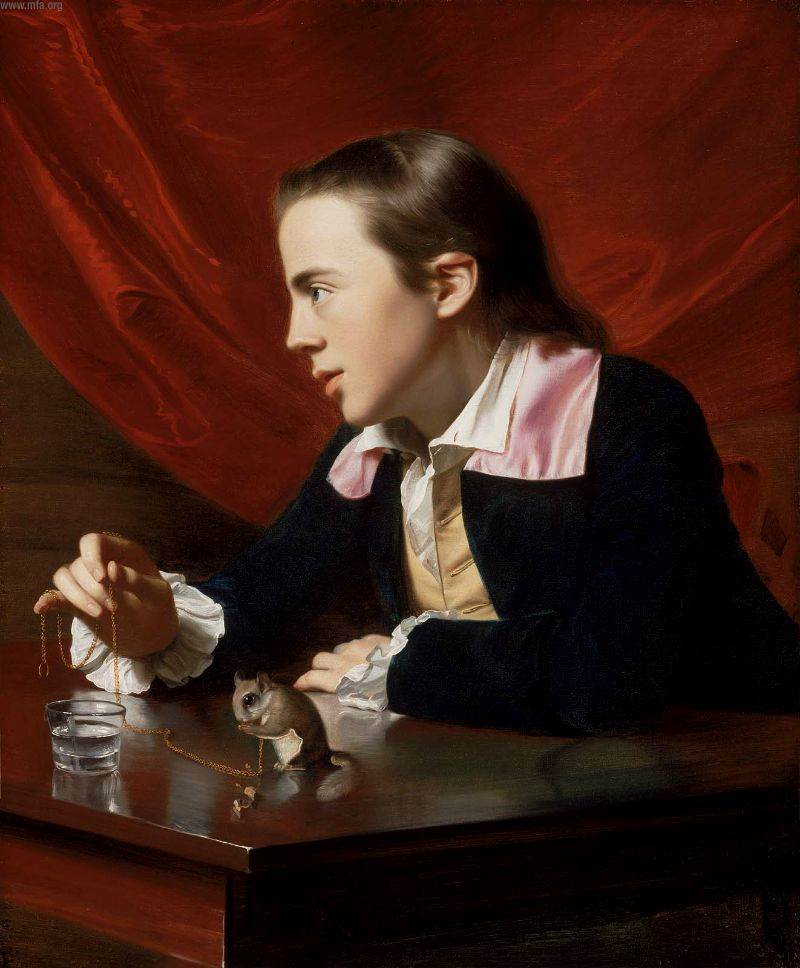
Boy with Squirrel, 1765
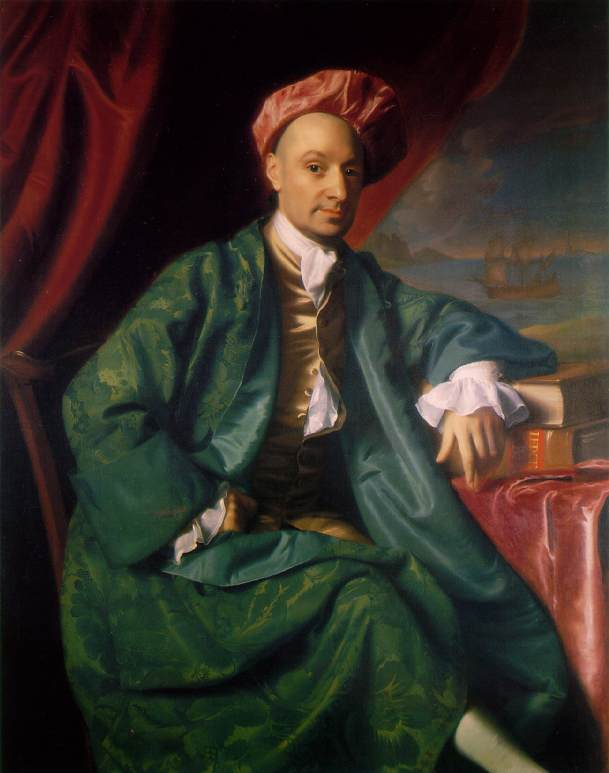
Nicholas Boylston, 1767
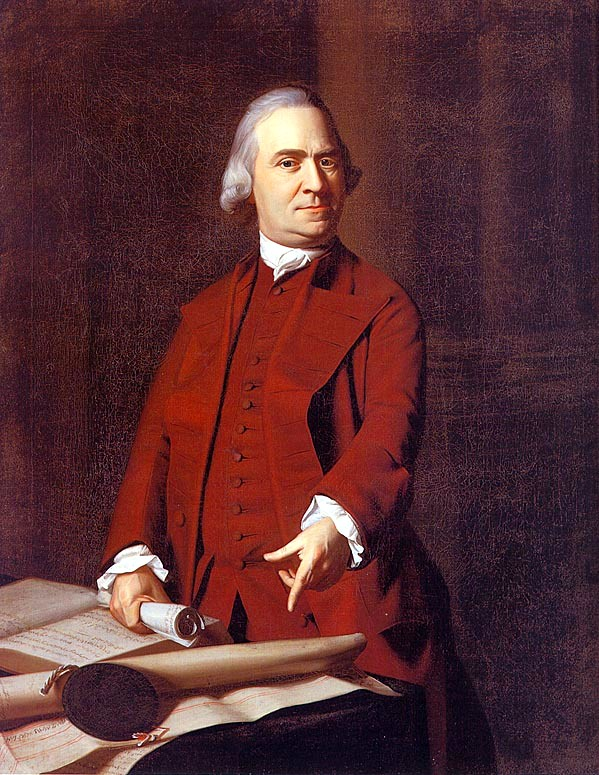
Samuel Adams, 1772
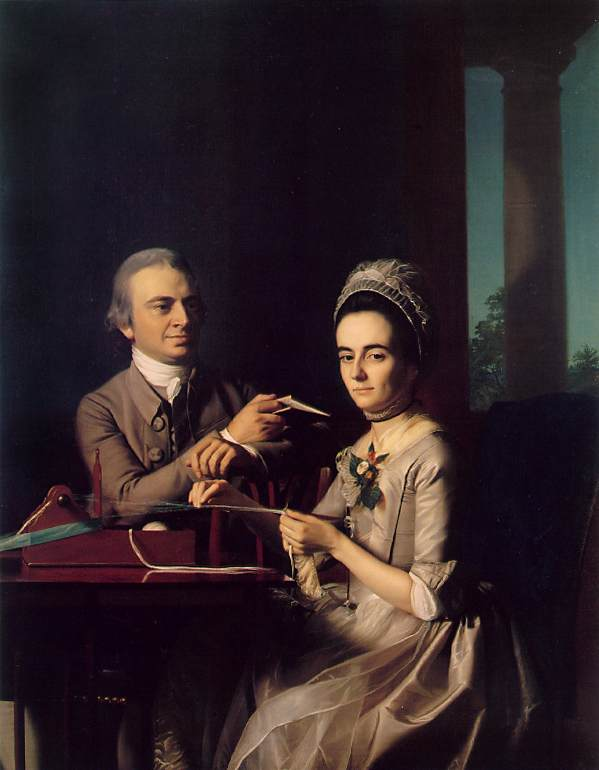
Mr. and Mrs. Thomas Mifflin (Sarah Morris), 1773
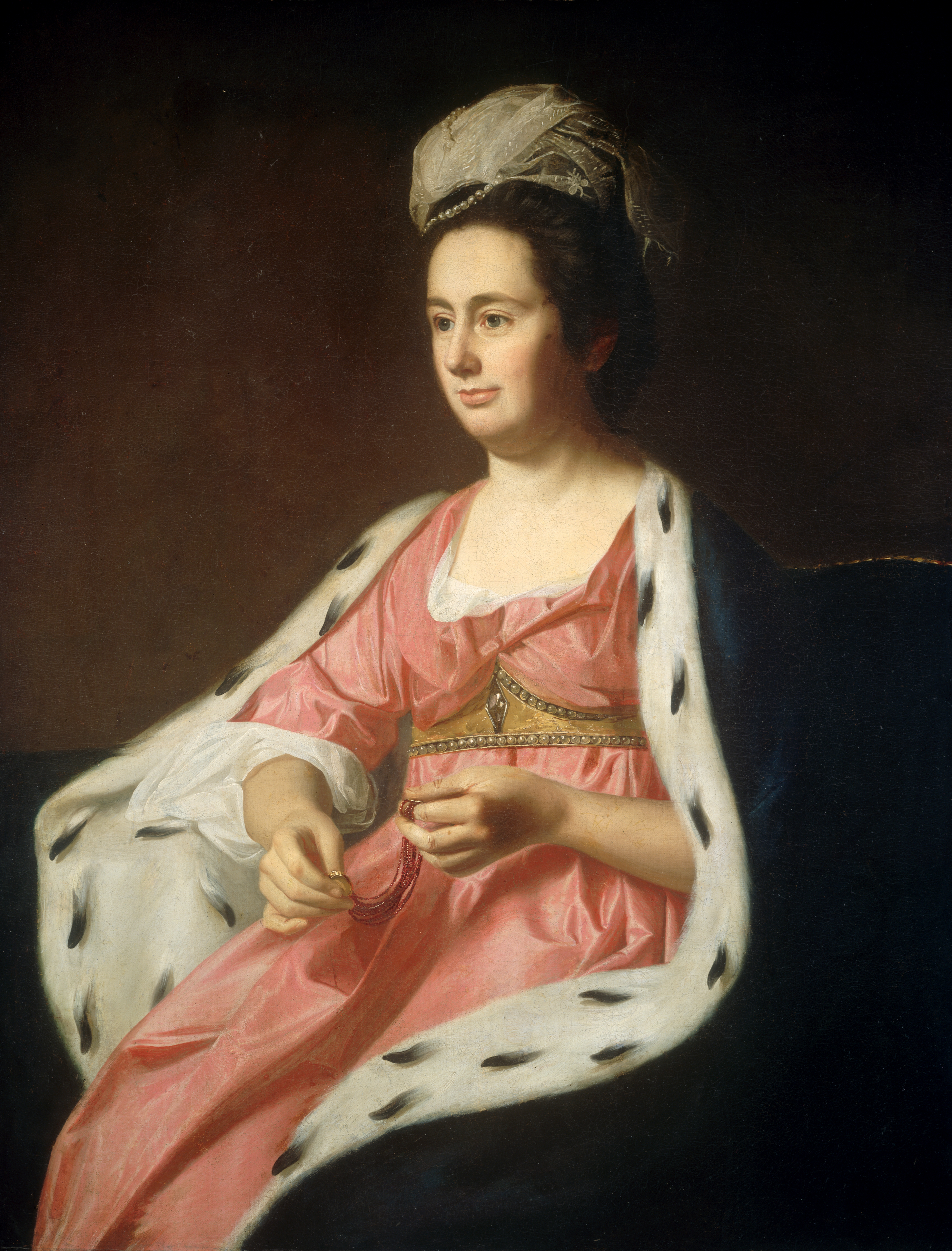
Abigail Smith Babcock (Mrs. Adam Babcock), ca. 1774
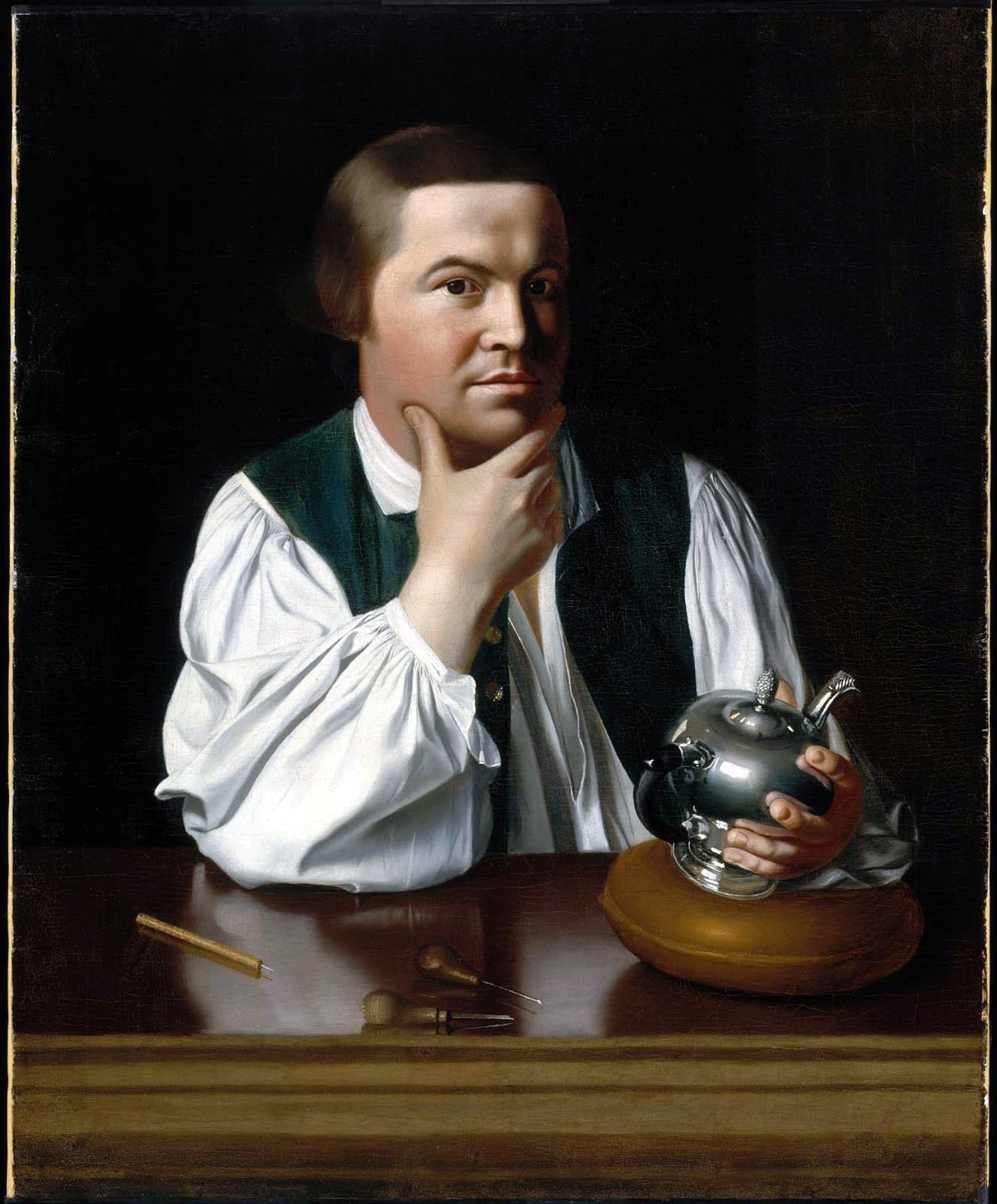
Paul Revere, 1776
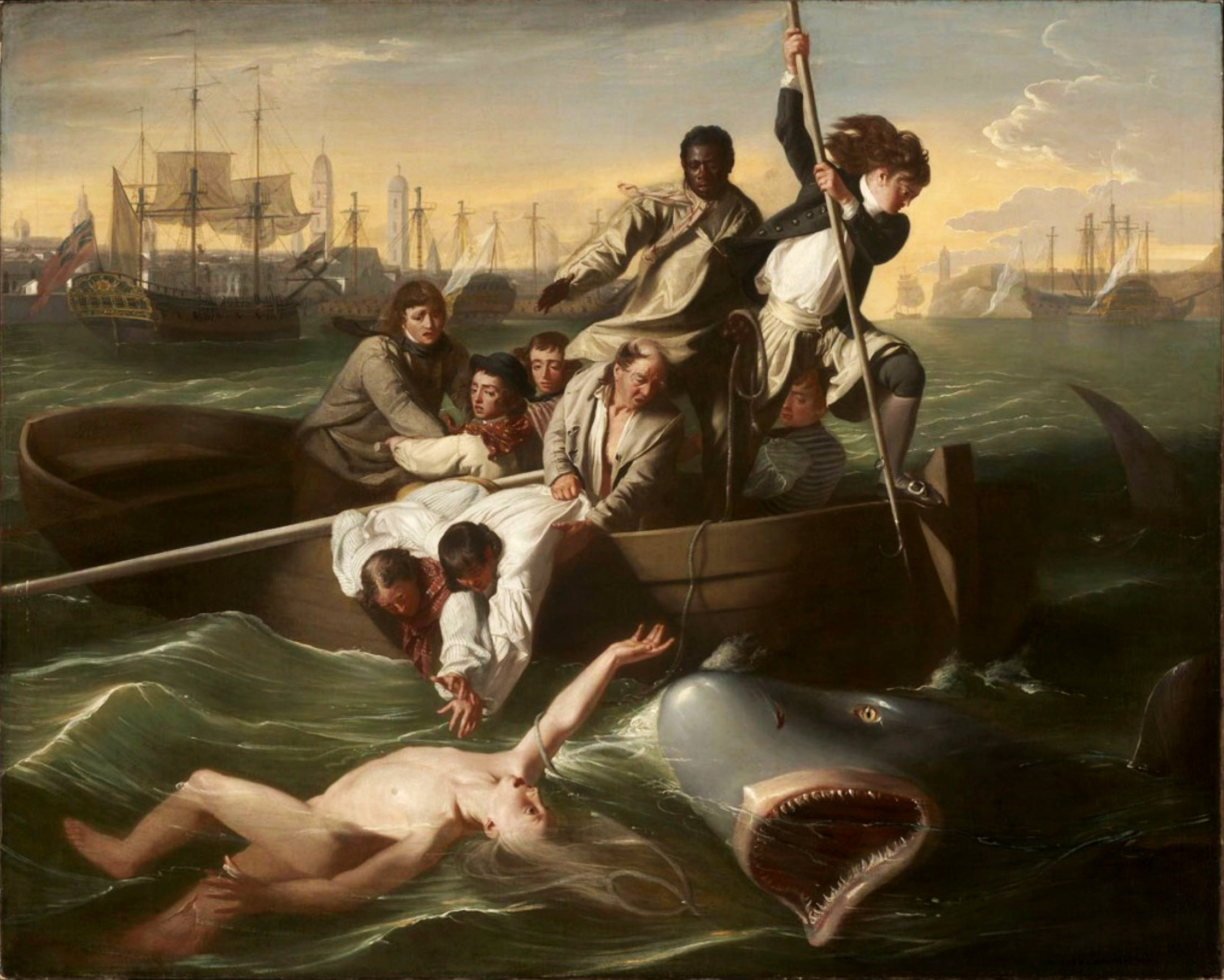
Watson and the Shark, 1778

- Bibliothèque nationale de France: cb12406911q (data)
- CiNii: DA08565614
- Gemeinsame Normdatei: 118670034
- International Standard Name Identifier: 0000 0000 8146 0578
- Library of Congress Control Number: n50017577
- Nationale Bibliotheek van Tsjechië: ola2003188641
- Nationale bibliotheek van Australië: 35031085
- Nationale Bibliotheek van Israël: 987007463085505171
- Nationale Bibliotheek van Polen: a0000002098463
- Nationale en Universitaire bibliotheek Zagreb: 000086078
- Nederlandse Thesaurus van Auteursnamen: 070402892
- Réseau des bibliothèques de Suisse occidentale: 02-A003134199
- RKD-Nederlands Instituut voor Kunstgeschiedenis: 18214
- LIBRIS: 182211
- SNAC: w6s189qg
- Système universitaire de documentation: 033176078
- Museum of New Zealand Te Papa Tongarewa: 499
- Trove: 803909
- Union List of Artist Names: 500009177
- Virtual International Authority File: 66552740
- WorldCat: E39PBJf8ywpX99GkBhCFkqDQbd